# We Ride
«We Ride» — третий сингл барбадосской певицы Рианны из её второго студийного альбома A Girl like Me (2006), выпущенный 21 августа 2006 года.

## О песне
«We Ride» написана Макебой Риддик, Миккелом Сторлеером Эриксеном и Тором Эриком Хермансеном, и спродюсирована Эриксеном и Хермансеном под сценическим названием их команды StarGate. Рианна объяснила причины выбора песни «We Ride» в качестве третьего сингла с альбома в интервью с Кори Моссом из MTV. Певица заявила, что вместо того, чтобы спросить свой лейбл и менеджмент, какая песня должна быть выпущена после «Unfaithful», Рианна взглянула на iTunes, чтобы посмотреть, какая её самая скачиваемая песня после первого сингла с альбома «SOS» и «Unfaithful» и заявила, что «We Ride» была третьей по популярности, сказав: «Из всех моих песен, доступных для продажи на iTunes, „We Ride“ была третьей самой скачиваемой после „SOS“ и „Unfaithful“… Это хорошая обратная связь, так что я хочу дать поклонникам то, что они хотят». «We Ride» была выпущена как третий сингл на американском радио 21 августа 2006 года, и была выпущена на некоторых европейских территориях как CD-сингл в октябре и ноябре 2006 года. В Австралии песня была выпущена как мини-альбом (EP) 30 октября 2006 года, который включал ремиксы на «We Ride» и предыдущий сингл с альбома «Unfaithful».

## История релиза
| Страна         | Дата            | Формат                 | Лейбл              |
| -------------- | --------------- | ---------------------- | ------------------ |
| США            | 21 августа 2006 | Contemporary hit radio | Def Jam Recordings |
| США            | 21 августа 2006 | Rhythmic contemporary  | Def Jam Recordings |
| Великобритания | 26 октября 2006 | CD                     | Mercury            |
| Австралия      | 30 октября 2006 | Digital EP             | Universal Music    |
| Германия       | 11 ноября 2006  | CD                     | Def Jam Recordings |

## Участники записи

### запись
Записано в Battery Studios, Нью-Йорк , Нью-Йорк ; Студия звукозаписи Loft, Бронксвилл , Нью-Йорк ; Blue Wave Studio, Святой Филипп, Барбадос ; и Hinge Studios , Чикаго , Иллинойс.

### персонал
- Написание песен  - Макеба Риддик , Миккель Эриксен, Тор Эрик Хермансен
- Производство  - StarGate
- Вокальное проектирование и запись - Миккель Эриксен, Аль Хембергер, Джеймс Аувертер
- Сведение - Фил Тан
- Вокальное производство - Эван Роджерс, Карл Штуркен
- Инструменты - Миккель Эриксен, Тор Эрик Хермансен
- Ведущий и фоновый вокал - Рианна